# Syzygium valdecoriaceum
Syzygium valdecoriaceum är en myrtenväxtart som beskrevs av Peter Shaw Ashton. Syzygium valdecoriaceum ingår i släktet Syzygium och familjen myrtenväxter. Inga underarter finns listade i Catalogue of Life.